# Джиммі Стюард
Джиммі Стюард (ісп. Jimmy Steward, нар. 9 грудня 1946) — гондураський футболіст, що грав на позиції воротаря. Відомий за виступами в гондураських клубах «Депортіво Платенсе» та «Реал Еспанья», а також у складі національної збірної Гондурасу.

## Клубна кар'єра
Джиммі Стюард розпочав виступи на футбольних полях у 1965 році в складі команди «Депортіво Платенсе», в якій провів дев'ять сезонів. У 1975 році став гравцем клубу «Реал Еспанья», у складі якого грав до кінця 1980 року. У складі клубу тричі ставав чемпіоном країни. У 1981—1982 роках Джиммі Стюард грав у складі команди «Марафон», після чого завершив виступи на футбольних полях.

## Виступи за збірну
1973 року дебютував в офіційних матчах у складі національної збірної Гондурасу. Грав у відбіркових турнірах до кількох чемпіонатів світу. Знаходився у складі збірної на чемпіонаті світу 1982 року в Іспанії, проте на поле не виходив.